# Bellevue Beach
Bellevue Beach est un district de services locaux de Terre-Neuve-et-Labrador, au Canada.
Bellevue Beach est situé dans l'Est de l'île de Terre-Neuve, sur la péninsule d'Avalon et près de la route transcanadienne.